# Benedito Cerqueira
Benedicto Cerqueira (Dores de Campos, 31 de março de 1919 - Rio de Janeiro, 29 de março de 1982) foi um político brasileiro, sindicalista, metalúrgico, eleito deputado federal pelo PTB do Estado da Guanabara, em 1962, com 3.527 votos. Trabalhista histórico, foi fundador do Partido Democrático Trabalhista (PDT).

## Biografia

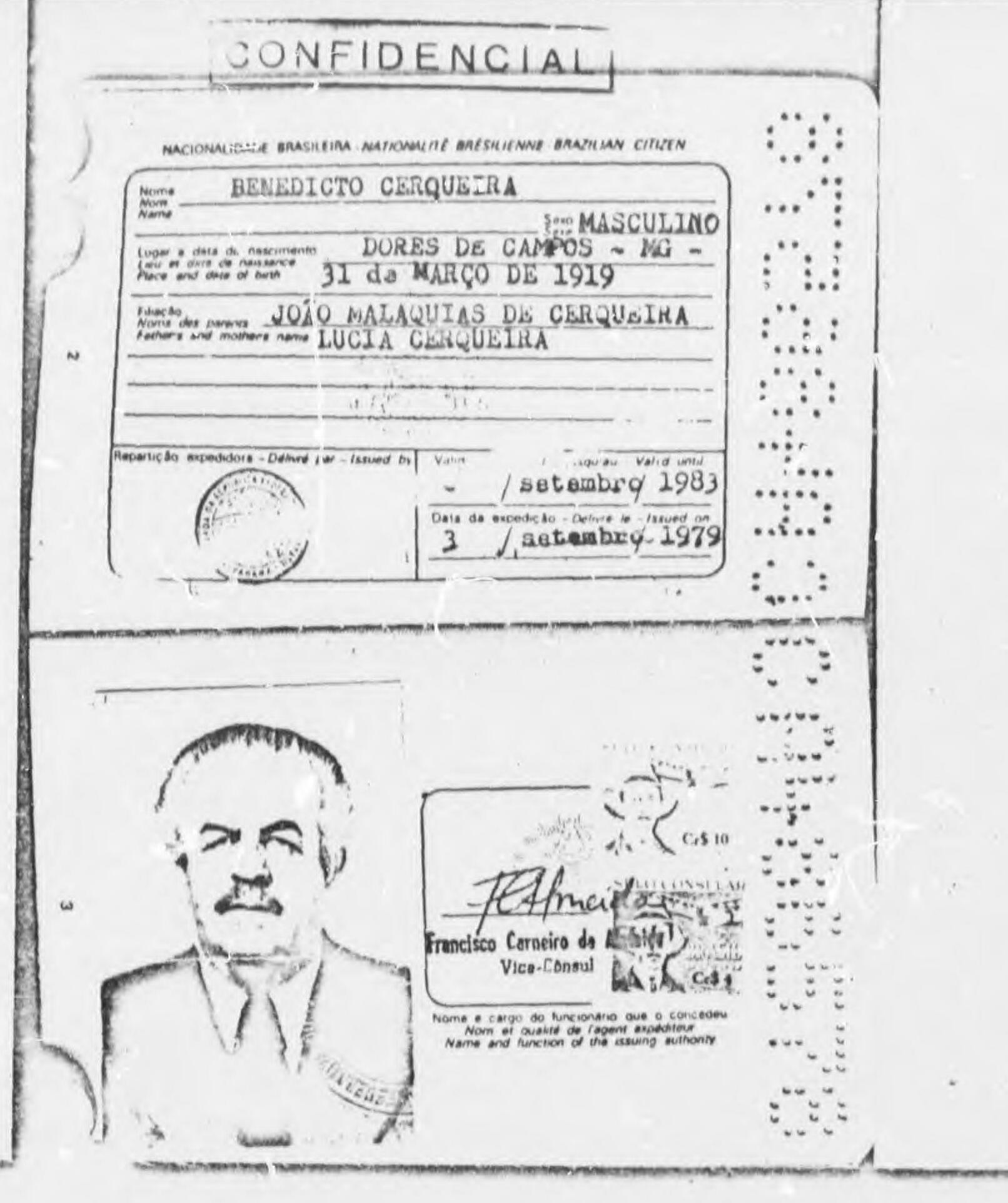
Cópia do passaporte de Cerqueira em um dossiê do SNI de 1979

Filho de João M. Cerqueira e de Maria S. Cerqueira. Casou com Iracema Melo Cerqueira.[carece de fontes?]
Trabalhador metalúrgico desde 1933. Exerceu as funções de delegado sindical nas empresas em que trabalhou e foi dirigente da cooperativa dos metalúrgicos. Foi fundador da antiga União Geral dos Trabalhadores de São João del-Rei e participou de organismo similar em Juiz de Fora, no Estado de Minas Gerais, de 1933 a 1939.[carece de fontes?]
Em 1953, foi eleito Presidente do Sindicato dos Trabalhadores Metalúrgicos do Rio de Janeiro. Exerceu a direção do Sindicato dos Metalúrgicos até 1964, quando foi derrubado pelo regime militar. A partir de 1956, foi o organizador dos sete congressos nacionais da categoria até 1963, como Presidente da Comissão Nacional. Participou da Diretoria da CNTI. Eleito deputado federal pelo PTB. Foi cassado em 1964. Foi exilado. Retornou em 1979 ao Brasil, após 15 anos de exílio.[carece de fontes?]